# Пиявочное (деревня)
Пия́вочное — деревня в Арзамасском районе Нижегородской области в составе Балахонихинского сельсовета.

## Общие сведения
Располагается рядом с селом Ковакса. В деревне есть небольшое озеро. В 6 км к северу от деревни располагается Иверско-Софрониева пустынь.

## Население
| 1999 | 2002 | 2010 |
| ---- | ---- | ---- |
| 181  | ↘127 | ↘57  |

## Улицы
- Заозерная
- Лесная